# Isfandijár

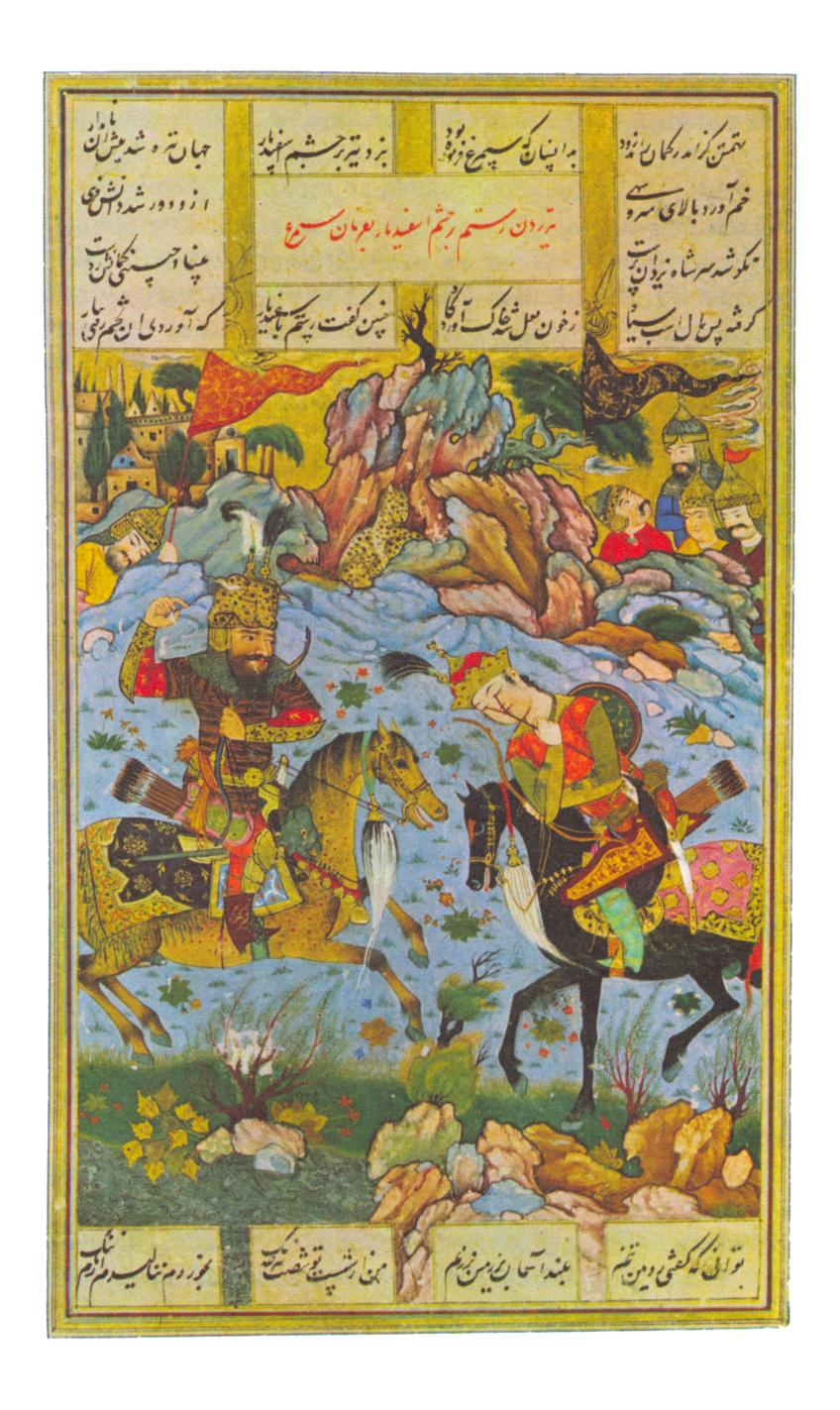
Rostam a Isfandijár na ilustraci k Šáhnáme, 1605

Isfandijár je hrdina perského epošu Šáhnáme, syn Goštáspy, avestánského Vištáspy, známý především pro svůj tragický souboj s Rustamem. V zarathuštrické literatuře představuje šampiona víry, jednoho z prvních konvertitů a svědka několika Zarathuštrových zázraků.

## Jméno a etymologie
Jméno Isfandijár se objevuje již v Avestě, a to ve formě Spentodáta „darovaný/stvořený svatostí/blahodárností”. Jménu odpovídá Sphendadátes, což je jméno, které užil Ktésias pro mága, který se měl prohlašovat za Bardiju, syna Kýra Velikého, přičemž médská forma jména mohla znít *Spandadāta-. Ve středoperštině se jméno užívalo v podobě Spandadát či Spandiját, z kterých vznikly arabské formy Esfandíád a Esfandiár. Z arménštiny je známa starší podoba Spandarat a z doby sasánovské Spadijat.

## Starší zdroje
V Avestě je zmiňován jako jeden z fravašiů a to s přívlastkem tachma- „mocný, chrabrý“ a další zmínka pochází až z parthského eposu Památník Zarérovcův, který se zachoval ve středoperské redakci. V tomto díle je Spadiját synovcem hlavního hrdiny Zaréra, a po jeho smrti poráží nepřátelská vojska. Několik zmínek se pak nachází v středoperských zdrojích. V Bundahišnu je zmiňován v genealogiích Kajánovců, v Dénkartu je označen za otce kaje Bahmana a jednoho z prvních kdo na dvoře Vištáspy přijal zarathuštrismus.

## Šáhnáme
V Šáhnáme a jiných novoperských zdrojích je Isfandijár nejstarším synem a dědicem Goštáspy, jeho matkou je Hutaosá a náleží k dynastii Kajánovců. Měl velké množství bratrů, uvádí se různá čísla mezi dvaceti a čtyřiceti, z kterých je nejvýznamnějším je světec Pašótan, pomocník saošjantů, který je velitelem Isfandijárových armád, které vede proti Rostamovi a Arjáspovi, a dvě sestry: Homáj a Beháfaríd. Jeho syny byli Bahman, Mehrnúš, Túš, and Núšádar.
Počátky Isfandijárovy hrdinské dráhy navazují na události popsané v Památníku Zarérovcově. Poté co byl Zarér a mnoho íránských válečníků zabito při invazi Arjáspy Isfandijárovi jeho otec Goštáspa slíbil trůn pokud nepřátele vyžene. Když hrdina dosáhl svého vítězství získal sice za manželku svoji sestru Homáj a veškerých poct, namísto nastoupení na trůn však byl poslán dobývat cizí země a šířit v nich víru. Mezitím Korazm, příbuzný krále, obviní Isfandijára z toho že chce svého otce svrhnout z trůnu a následně byl hrdina spoután a uvězněn v horské pevnosti.
Když se o těchto událostech dozvěděl Arjásp vyplenil Balch, kde zabil Lohráspu, Isfandijárova děda, a vypálil místní chrám, zmasakroval místní kněží, ukořistil íránský královský prapor, a unesl princezny Homáj a Beháfaríd. Následně porazil i Goštáspu a zabil mnoho jeho synů a král tak propustil Isfandijára z jeho vězení a povolal ho do boje, za což mu opět přislíbil trůn. Poté došlo k druhé porážce Arjáspy a hrdina se vydal vykonat sedm hrdinských skutků. Největším z nich bylo dobytí nedobytné pevnosti kde byly uvězněny jeho sestry, mezi další pak náležela porážka dvou vlků, dvou lvů, čarodějnice, ptáka Simúrgha, přežití třídenní sněhové bouře a překročení několika řek.
Nejvýznamnější událostí Isfandijárova života však byl jeho souboj s Rostamem, hlavním hrdinou Šáhnáme, který představuje vyvrcholení celého eposu. Po vykonání hrdinských skutků mu jeho otec udělil poslední zkoušku, která měla předcházet nástupu na trůn, a to byla porážka Rostama, přestože věděl o proroctví že jeho syn zahyne Rostamovou rukou. Hrdina z počátku takový úkol odmítl a poukázal na Rostamův věhlas, vysoký věk a služby prokázané Íránu. Nakonec se však Isfandijár vydal do Sístánu aby Rostama, kterého obvinil z arogance a neúcty ke královskému dvoru, přivedl v řetězech na Goštáspa sídla. Následovalo vyjednávání obou hrdinů o tom jestli se Rostam dostaví nebo nedostaví na královský dvůr které skončilo bojem. V tom byl Rostam vážně zraněn a uvažoval o tom že uteče, jeho otec Zál však přivolal ptáka Símurga, jehož druha Isfandijár zabil, který zranění vyléčil a hrdinovi poradil jak svého protivníka porazit. Pták též prozradil že ten kdo proleje Isfandijárovu krev bude trpět v tomto i příštím životě. Druhého dne Rostam nabídl Isfandijárovi splnění všech jeho původních požadavků, který to však ve své aroganci odmítl, a tak byl nakonec zabit tamaryškovým šípem střeleným mezi oči. Když Isfandijár umíral obvinil ze svého smrti osud a svěřil výchovu svého syna Bahmana do Rostamových rukou.